# La golondrina
La golondrina er en meksikansk sang, skrevet af Narciso Serradel Sevilla. Nashvilleægteparret Boudleaux Bryant (13. februar 1920 – 25. juni 1987) og Felice Bryant (7. august 1925 – 22. april 2003) skrev en tekst på engelsk, ""She Wears My Ring". Sangen er indspillet af Roy Orbison i 1964.

## Elvis Presleys version
Elvis Presley indspillede sin version af sangen, "She Wears My Ring", hos Stax Studios i Memphis den 16. december 1973. Den blev udsendt på LP'en Good Times i marts 1974, der udelukkende bestod af sange, som Elvis Presley havde indspillet hos Stax.

### Medvirkende på sangen
Producer på sangen var Felton Jarvis.
Udover Elvis Presley medvirkede følgende musikere på sangen:
- James Burton - guitar
- Reggie Young - guitar
- Charlie Hodge - guitar
- Johnny Christopher - guitar
- Dennis Linde - guitar
- Alan Rush - guitar
- Bobby Wood - klaver
- David Briggs - klaver
- Per Erik Hallin - klaver
- Bobby Emmons - orgel
- Tommy Cogbill - bas
- Norbert Putnam - bas
- Jerry Carrigan - trommer
- Ronnie Tutt - trommer
- Joe Esposito - percussion

Som vokalister hørtes:
- Elvis Presley - sang
- J.D. Sumner & The Stamps - kor
- Kathy Westmoreland - kor

## Sangens oprindelse
Sagen er også udkommet i et utal af versioner, f.eks. som instrumentalnummer med James Last, "We Love But Once" med Pat Boone eller "Du sollst nicht weinen" fra 1967 med den hollandske barnestjerne Heintje og "Mitt sommarlov" med Anita Hegerland.